# Yasuhiko Okudera
Yasuhiko Okudera (Kazuno, Prefectura d'Akita, Japó, 12 de març de 1952) és un exfutbolista i exentrenador japonès. Destacà com a jugador a diversos clubs alemanys.

## Selecció japonesa
Yasuhiko Okudera va disputar 32 partits amb la selecció japonesa.